# Frauenallianz
Die Frauenallianz (isländisch Samtök um kvennalista, oft auch Kvennalistinn; deutsch auch Frauenliste) war eine isländische Frauenpartei.

## Geschichte
Sie wurde 1983 gegründet und zog bei den Wahlen im gleichen Jahr in das nationale Parlament Althing ein, wo sie bis zur Fusion mit anderen Parteien der politischen Linken zur neuen Allianz Samfylkingin im Jahre 1999 verblieb. Einige waren allerdings mit dieser Fusion nicht einverstanden und wechselten zur Links-Grünen-Bewegung (Vinstri hreyfing-Grænt framboð).
Die Frauenallianz war die erste feministische Partei, die in ein nationales Parlament gewählt wurde und konnte sich dort durchgängig halten. Sie nimmt dadurch unter den feministischen Parteien weltweit eine Sonderstellung ein.

## Ergebnisse bei nationalen Wahlen
| Jahr | Stimmen | Prozent | +/-    | Sitze | +/- |
| ---- | ------- | ------- | ------ | ----- | --- |
| 1983 | 7.125   | 5,5 %   |        | 3     |     |
| 1987 | 15.470  | 10,1 %  | +4,6 % | 6     | +3  |
| 1991 | 13.069  | 8,3 %   | −1,8 % | 5     | −1  |
| 1995 | 8.031   | 4,9 %   | −3,4 % | 3     | −2  |